# 울며 헤진 염춘교
"울며 헤진 염춘교"는 1966년 공개된 대한민국의 영화이다.

## 배역
- 김지미
- 황해
- 최남현